# Kernwaffen-Effekt

Isotopenverhältnis ^{14}C zu C in der Atmosphäre.

Als Kernwaffen-Effekt bezeichnet man den Einfluss von oberirdischen Kernwaffen-Explosionen nach 1945 auf die Isotopenzusammensetzung der Erdatmosphäre.
Besonders die Tests der Wasserstoffbomben ab 1953 haben den Anteil des radioaktiven Kohlenstoff-Isotops 14C in der Atmosphäre vorübergehend verdoppelt und langfristig erhöht. Nach über 620 Testzündungen vereinbarten die USA, Großbritannien und die Sowjetunion 1963 ein Verbot von atmosphärischen Kernwaffen-Tests und das Phänomen der 14C-Zunahme in der Atmosphäre endete.
Seit dem Testverbot sinkt das 14C/12C-Verhältnis in der Atmosphäre wieder. Der Abbau der 14C-Konzentration verläuft schneller, als es dem normalen radioaktiven Zerfall dieses Isotops entspricht. In der Erdatmosphäre befinden sich 3.000 Gigatonnen CO2, die im Mittel alle 3–5 Jahre vollständig ausgetauscht werden, wodurch die durch die Kernwaffenversuche eingebrachte Menge sehr schnell verdünnt wurde und deren Konzentration schnell abfiel. Der schnelle Abfall des 14C/12C-Verhältnisses ermöglicht eine bessere Zeitauflösung bei der 14C-Datierung von Proben aus der Zeit nach den atmosphärischen Kernwaffentests als davor.
Ein kleiner Teil des Konzentrationsabfalls ist auch auf den Süss-Effekt zurückzuführen, der dadurch zustande kommt, dass durch die Verbrennung fossiler Energieträger auch ein steter Strom 14C-abgereicherten Kohlenstoffdioxids in die Atmosphäre eingebracht wurde. Im Jahr 2012 wurden 35,6 Gigatonnen Kohlenstoffdioxid durch Verbrennung fossiler Energieträger und durch die Zementherstellung freigesetzt.
Die 14C-Konzentrationen zeigen in den Jahren nach 1963 saisonale Schwankungen. Das kann durch jahreszeitlich verstärkten Austausch zwischen Troposphäre und Stratosphäre erklärt werden. Die 14C-Konzentration auf der Südhalbkugel der Erde erreichte erst 1965 ihr Maximum, da die meisten Kernwaffentests auf der Nordhalbkugel stattgefunden haben. Die 14C-Werte der Nord- und Südhalbkugel hatten sich allerdings innerhalb weniger Jahre angeglichen. Damit wurde ein früheres Forschungsresultat von E.C. Anderson über die räumliche Homogenität des 14C in der Atmosphäre bestätigt. Diese Gleichverteilung ist eine wichtige Voraussetzung für die Kalibrierung und Anwendung der Radiokarbonmethode.